# نتانيا
نتانيا (بالعبرية: נְתַנְיָה) مدينة إسرائيلية قامت على أراضي قرية أم خالد الفلسطينية قضاء طولكرم، تقع في المنطقى الوسطى في إسرائيل وعاصمة سهل شارون. تقع بين سيل پوليچ ومعهد وينچيت في الجنوب وسيل افيخيل في الشمال. جعل منها 14 كيلومتر (8.7 ميل) من الشواطئ مدينة منتجع سياحي شهيرة جدا. اليوم المدينة تحتوي على عدد كبير من السكان الناطقين بالإنجليزية بسبب المهاجرين من المملكة المتحدة، الولايات المتحدة الأمريكية وكندا. حسب دائرة الإحصاء المركزية, في نهاية عام 2007 في مدينة كان عدد السكان البالغ حوالي 176500. عمدة المدينة ميريام فيربرچ. ويتوقع أن المدينة ستصل إلى عدد سكان يباغ 350,000 نسمة بحلول عام 2020.

## التاريخ

### التأسيس
فكرة إنشاء مستوطنة نتانيا ولدت في اجتماع لجمعية بني بنيامين في زخرون يعكوف. وقد اختاروا الموقع بالقرب من پوليچ التاريخي، وقرروا تسمية المدينة على المحسن اليهودي الأمريكي]] شتراوس ناثان [الإنجليزية] -أحد ملاك متاجر مايسيز (Macy's)- الذي قدم أموال كثيرة مخصصة للأنشطة في إسرائيل. في عام 1928، أعضاء بني بنيامين وهانوت، وهي منظمة انشئت بعد أبلاغ شتراوس باقامة المستوطنة، يقالوا أنهم قاموا بشراء 350 فدان (1.4 كم مربع) من أراضي أم خالد. هناك لا يزال حتى اليوم، مع ذلك، جدلا واسعا بين الترجمة الفلسطينية والإسرائيلية حول ما إذا قد تم بيع الأراضي (من أصحاب الأراضي العرب الغير المقيمين) في عهد الانتداب البريطاني.
يوم 14 ديسمبر 1928 فريق بقيادة موشي شاكيد بدأ الحفر للمياه في الموقع، وجدينها في فبراير، 1929. وفي وقت لاحق، في 18 فبراير 1929، أول خمسة مستوطنين انتقلوا ليعيشوا على الأرض، وحرثت وتم زراعتها للمرة الأولى. تم تقسيم الأراضي بين المستوطنين في حزيران يونيو 1929، عندما الرؤية للمستوطن ببطء أصبح حقيقة واقعة. ولكن النمو توقف لفرة عندما عام 1929 بدأت ثورة البراق الفلسطينية وتسببت في اجبار المستوطنين إلى التخلي عنها لبضعة اسابيع. ولكن النمو عاد بعد فترة في سبتمبر، وتم وضع الحجار البيوت العشرة الأولى في عيد العرش. في البداية، محصيل من الحمضيات زرعت على اللأرض.

### النمو
في السنين المقبلة، نتانيا استمرت بالنمو مع افتتح أول حضانة ومتجر في 1930, وأول مدرسة في 1931، في حين كان يسكنها 300 مستوطن. في 1933 مهندس بريطاني اقترح لنتانيا أن تصبح مدينة سياحية. أول مشروع مدني للمدينة رأى أنه كان يجب تقسيم المدينة إلى ثلاث أقسام مع منطقة سياحية على طول الساحل، مساكن، مزارع ومركز تجارة في الوسط، والزراعة والصناعة في شرق المدينة. لقد شهدت المدينة أفتتاح “فندق تل أبيب”، أول فندق في المدينة في 1933 مع تأسيس حيين جديدين، بن صيون، وچڤا.
إستمرت المستوطنة بالنمو في 1934 مع وصول سفينة ناقلة ل360 مهاجر غير قانوني رست على شاطئ نتانيا. هذه العمليات استمرت حتى 1939، مع أكثر من سبعة عشر سفينة كانت قد رست بالقرب من المستوطنة وساعدها سكان نتانيا. حين كانت تزدهر المدينة بالزراعة، وشهدت افتتاح أول مصنع في 1934 من قبل پريمازون، مُنتجين حافظات الفاكهة والخضار. بعد ذلك أنشئت أول منطقة صناعية، وتم بناء كنيس شون هالاهوت وافتتحت مدرسة بياليك.
مع نمو المستوطنة، في 1937 شهدت المدينة بدء بناء مركز تجاري جديد، تأسيس حي عين هتشيليت، واتصلت نتانيا بطريق تل أبيب-حيفا. في 1940، حكومة الأنتداب البريطاني اعتبرت نتانيا كمجلس محلي مع تعين عوڤيد بن عامي كرئيس. استمر النمو بعد ذلك الحدث، مع تكوين مستوطن نيڤه بالقرب من نتانيا في 1944، في وقت لاحق أصبحت حياً مع فتح أول مدرسة ثانوية في 1945.